# Donatella Di Pietrantonio
Donatella Di Pietrantonio (* 5. ledna 1962 Arsita, provincie Teramo, region Abruzzo, Itálie) je italská spisovatelka. Je nositelkou cen Tropea, Johna Fanteho, Brancati, Campiello, Napoli, Alassio Centolibri - autor pro Evropu, Basilicata aj.

## Život a dílo
Po absolvování gymnázia vystudovala v roce 1986 stomatologii na Univerzitě v L'Aquile. Žije v Penne, v provincii Pescara.
V roce 2011 vydala svůj první román Mia madre è un fiume, za který v témže roce obdržela cenu Tropea a v roce 2012 cenu Johna Fanteho. V roce 2011 vyšla povídková kniha Lo sfregio. Román Bella mia z roku 2013 získal v roce 2014 cenu Brancati a v roce 2020 Mezinárodní cenu Città di Penne-Mosca. Spisovatelku proslavil román Navrátilka (L’Arminuta), který vyšel v roce 2017. Za román získala v roce 2017 cenu Campeillo, v témže roce cenu Napoli a cenu Alassio Centolibri – autor pro Evropu. Podle románu L’Arminuta byl v roce 2021 natočený stejnojmenný film. V roce 2020 vyšel román Návrat do Borga Sud (Borgo Sud), který byl nominován v roce 2021 na cenu Strega Kniha se v soutěži umístila na druhém místě, autorka ale za ni obdržela cenu Basilicata. V roce 2022 se Donatella Di Pietrantonio zúčastnila veletrhu Svět knihy v Praze
V roce 2017 byl autorce udělen Řád Minervy Univerzitou Gabriele d'Annunzio v Chieti.